# Trichoglottis australiensis
Trichoglottis australiensis är en orkidéart som beskrevs av Alick William Dockrill. Trichoglottis australiensis ingår i släktet Trichoglottis och familjen orkidéer. Inga underarter finns listade i Catalogue of Life.